# Conflictus
Der Conflictus (lat. conflictus „Zusammenstoß [der Meinungen]“) ist eine Art des mittellateinischen Streitgedichtes, die im frühen Mittelalter gepflegt wurde. Sein Versmaß war Vagantenzeile oder Hexameter.
Die Themen der Gedichte, z. B. von Alkuins Conflictus veris et hiemis (8. Jahrhundert), einem Streitgespräch zwischen Frühling und Winter, wurden in späterer Zeit zu beliebten literarischen Vorlagen. Allgemein waren Conflictūs geschätzt als Übungen in der rhetorischen Ausbildung, um den Verstand zu schärfen und die Argumentation zu schulen.